# Monti Sabini
I Monti Sabini sono un sottogruppo montuoso, appartenente al subappennino laziale, tra la Città metropolitana di Roma e la Provincia di Rieti, delimitati a ovest dal Tevere, a nord dal Nera, a est dal Velino e dal Turano, a sud dall'Aniene, con la cima più alta rappresentata dal Monte Tancia (1.292 m).

## Geografia
I Monti Sabini sono posti in direzione nord-sud tra i monti Reatini ad est e la valle del Tevere ad ovest, Interessano nel Lazio tra la Città metropolitana di Roma e la provincia di Rieti. Essi non sono considerati una vera e propria catena, ma costituiti da una serie di monti con nomi specifici, con una sezione settentrionale e una sezione meridionale, i Monti Lucretili  tra la provincia di Rieti e la Città metropolitana di Roma. I due sottogruppi sono divisi dalla valle fluviale del torrente corese. Le cime più alte della sezione settentrionale sono:
| Monte Tancia          | 1292 m |
| Monte Pizzuto         | 1288 m |
| Monte Macchia Gelata  | 1258 m |
| Monte Porco Morto     | 1257 m |
| Monte Alto            | 1245 m |
| Monte Lupara          | 1231 m |
| Cimale La Croce       | 1227 m |
| Monte La Cappelletta  | 1205 m |
| Monte Macchia Porrara | 1202 m |

## Amministrazione

### Comunita' montane
- Comunità Montana Montepiano Reatino
- Comunità Montana Monti Sabini e Tiburtini
- Comunità Montana Sabina IV Zona
- XX Comunità Montana dei Monti Sabini
- Comunità Montana Valle dell'Aniene

### Aree naturalistiche
- Parco regionale naturale dei Monti Lucretili
- Sito di importanza comunitaria del Monte Tancia e Monte Pizzuto (SIC IT6020017).